# Vossische Zeitung
Vossische Zeitung (повна назва (Königlich Privilegierte) Berlinische Zeitung von Staats- und Gelehrten Sachen) — німецька газета ліберального спрямування, що виходила у Берліні у 1721—1934 рр. Серед редакторів «тітки Voss» були Готгольд Ефраїм Лессінг, Віллібальд Алексіс, Теодор Фонтане і Курт Тухольський.
До 1934 р. газета розглядалася як національна газета Німеччини, так само як The Times і Le Temps були для Британії та Франції відповідно.
Газета була закрита за рішенням проводу нацистської партії, яке хотіло позбутися конкурента партійної газети Völkischer Beobachter.
У газеті Vossische Zeitung у листопаді та грудні 1928 року було опубліковано роман Еріх Марії Ремарка На західному фронті без змін. У 1922-1923 тут працював журналістом єврейський український письменник Сома Морґенштерн.